# Kościół św. Marcina w Kołobrzegu (ul. Portowa)

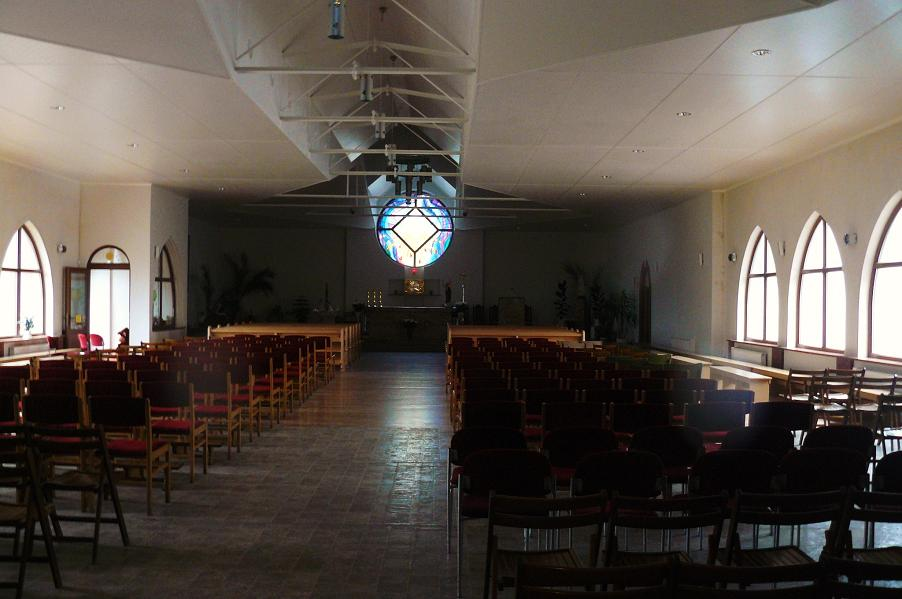
Wnętrze kościoła św. Marcina w Kołobrzegu

Kościół św. Marcina w Kołobrzegu – kościół parafii rzymskokatolickiej św. Marcina w Kołobrzegu.

## Historia
Przed II wojną światową w miejscu dzisiejszej świątyni stał kościół ewangelicki św. Mikołaja. Uległ on częściowemu zniszczeniu w 1945 roku. Przetrwał jako trwała ruina do lat 60. XX wieku.
Po wyburzeniu kościoła w jego miejscu został postawiony modernistyczny budynek klubu garnizonowego. Od lat 80. XX wieku obiekt powoli niszczał. Był w tym czasie wykorzystywany do różnych celów m.in. stołówki i sali tanecznej dla wczasowiczów mieszkających w Dzielnicy Uzdrowiskowej. 
W latach 2001–2004 budynek został przebudowany i zaadaptowany na kościół parafii rzymskokatolickiej św. Marcina w Kołobrzegu. Dawna sala klubowa została zamieniona na nawę świątyni, a zaplecze gospodarcze na plebanię.